# NGC 1296
NGC 1296 est une galaxie spirale barrée relativement éloignée et située dans la constellation de l'Éridan. NGC 1296 a été découverte par l'astronome américain Francis Leavenworth en 1886.

## Caractéristiques
Sa vitesse par rapport au fond diffus cosmologique est de  9 168 ± 30 km/s, ce qui correspond à une distance de Hubble de 135,2 ± 9,5 Mpc (∼441 millions d'al).
La classe de luminosité de NGC 1296 est I-II.
En raison d'une brillance de surface égale à 14,19 mag/am2, on peut qualifier NGC 1296 de galaxie à faible brillance de surface (LSB en anglais pour low surface brightness). Les galaxies LSB sont des galaxies diffuses (D) avec une brillance de surface inférieure de moins d'une magnitude à celle du ciel nocturne ambiant.